# الأكاديمية الروسية للعلوم

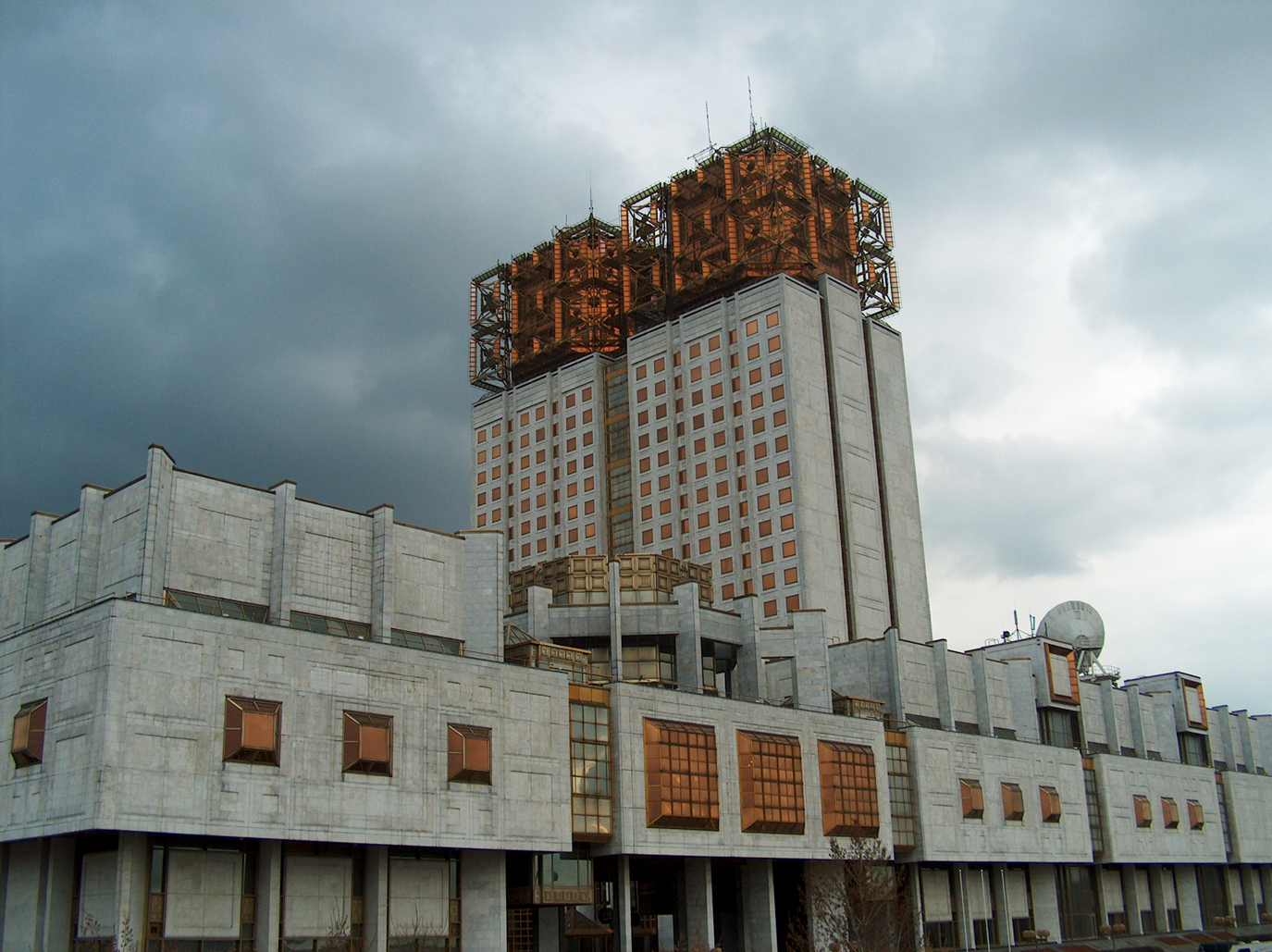
"الدماغ الذهبي" المقر الرئيس الجديد للأكاديمية الروسية للعلوم في موسكو

الأكاديمية الروسية للعلوم (الروسية: Росси́йская Акаде́мия Нау́к)، رسيسكايا أكاديميا ناووك، ويرمز لها اختصاراً PAH, RAN) هي الأكاديمية الوطنية في روسيا. تضم المعاهد العلمية من كل أرجاء روسيا الاتحادية. ويعتبر الانتخاب لعضوية الأكاديمية مسألة تشريفية. في زمن الاتحاد السوفييتي كانت تعرف باسم أكاديمية العلوم للاتحاد السوفييتي وتضم كل معاهد الاتحاد. المقر الرئيس للأكاديمية يقع في مدينة موسكو.
تأسست الأكاديمية بأمر من بيتر العظيم في مدينة سانت بطرسبرغ عام 1724 باسم أكاديمية سانت بطرسبرغ للعلوم، وبقيت محتفظة بهذا الاسم حتى عام 1917. انتقل مقر الأكاديمية من سانت بطرسبرغ إلى موسكو في 1934 خلال إصلاح نظام أكاديميات العلوم الحكومية الروسية.
في سبتمبر 2013 انضمت أكاديمتان إلى الأكاديمية الروسية للعلوم وهما الأكاديمية الروسية للعلوم الطبية (РАМН) والأكاديمية الروسية للعلوم الزراعية (РАСХН)، مع الأخذ في الاعتبار أعضاء РАМН و РАСХН السابقين الذين حصلوا على وضع أعضاء PAH نتيجة لدمج الأكاديميات الجديدة بالأكاديمية الروسية للعلوم، فإن عدد أعضاء الأكاديمية الروسية للعلوم 1999 عضوًا من العلماء الروس، 865 أكاديميًا (بما في ذلك 57 امرأة) و 1134 عضوًا المراسلات (بما في ذلك 145 امرأة). بالإضافة إلى ذلك، أصبح 450 عالماً أجنبياً أعضاءً أجانب في الأكاديمية الروسية للعلوم.
تم إجراء الانتخابات الأخيرة في الأكاديمة الروسية للعلوم (PAH) من 26 مايو إلى 30 مايو 2025.

## المعاهد
يتبع للأكاديمية الروسية للعلوم العديد من المعاهد التعليمية والبحثية منها:
- أكاديمية سانت بطرسبرغ الطبية
- معهد بودكر للفيزياء النووية
- معهد الرياضيات الاقتصادية المركزي
- مركز دورودنيسين للحوسبة
- معهد فينوغرادوف للغة الروسية
- معهد علم الآثار
- معهد الفلسفة
- معهد هندسة الراديو والإلكترونيات
- معهد الولايات المتحدة الأمريكية وكندا
- معهد اقتصاد العالم والعلاقات الدولية
- معهد كلديش للرياضيات التطبيقية
- معهد كوماروف لعلم النبات
- معهد الليزر وتكنولوجيا المعلومات
- معهد ليبيديف لميكانيكا الدقة وهندسة الحاسوب
- معهد ليبيديف الفيزيائي
- معهد لنداو للفيزياء النظرية
- معهد N.N. Miklukho-Maklai لعلم الأعراق وعلم الإنسان
- معهد نيسميانوف لمركبات العناصر العضوية
- معهد أوبوخوف لفيزياء الغلاف الجوي
- معهد علم الإحاثة
- معهد شميدت لفيزياء الأرض
- معهد أبحاث الفضاء
- المرصد الخاص للفيزياء الفلكية
- معهد ستيكلوف للرياضيات
- معهد سوكاشيف للغابات
- معهد زيلينسكي للكيمياء العضوية

المعاهد الأعضاء في الأكاديمية متصلة معاً عبر نظام إنترنت فضائي مكرس لها يسمى RSSI. وقد بدأ هذا النظام بثلاثة أعضاء فقط ولكنه اليوم يضم 3100 عضواً من بينهم 57 من أكبر معاهد الأبحاث في البلاد.

## اقرأ أيضًا
- أكاديمجورودوك
- الأكاديمية الروسية للفنون
- الجمعية الجغرافية الروسية
- بنيامين ليفيتش

## وصلات خارجية
- الأكاديمية الروسية للعلوم على موقع الموسوعة البريطانية (الإنجليزية)
- موقع الأكاديمية الروسية للعلوم (بالإنجليزية)
- شبكة إنترنت العلوم الروسية الفضائية RSSI